# Nona (liturgia)
La Nona, Hora Nona o Novena Hora después de la salida del sol (del latín Nona, noveno), es una oración del Oficio Divino en la liturgia de las horas canónicas. 
Este oficio debe su nombre a la hora novena del día, momento en el que los monjes rezaban. Por lo general se canta o recita aproximadamente a las 15 horas. Se conmemora el momento en que Jesús murió en la cruz.
En el rito romano, se compone de un himno, tres salmos (o fragmentos de salmos), una pequeña lectura, un versículo y una oración.

## Origen de la Nona
Según una antigua costumbre griega y romana, tanto el día como la noche estaban divididos en cuatro partes, cada una compuesta de tres horas. La última hora de cada división daba su nombre al respectivo cuarto de jornada. La tercera división (desde el mediodía hasta alrededor de las 3) fue llamada Nona (En latín nonus, nona, novena).
Esta división del día también se utilizaba entre los judíos, de quien la Iglesia la tomó prestada. Los siguientes textos, por otra parte, favorecen este punto de vista: "Pedro y Juan subieron al templo a la hora novena de oración" (Hechos 3:1); "Entonces Cornelio dijo: Hace cuatro días, a esta hora, yo estaba orando en mi casa, a la hora de la nona, y he aquí que un varón se puso delante de mí" (Hechos 10:30), "Pedro subió a las partes más altas de la casa a orar, sobre la hora sexta"(Hechos 10:9).
El testimonio más antiguo se refiere a esta costumbre de la Tercia, Sexta y Nona, por ejemplo, Tertuliano, Clemente de Alejandría, los Cánones de Hipólito e, incluso la "Didajé" ("La enseñanza de los Apóstoles"). Este último prescribe orar tres veces al día, pero sin fijar las horas.

## Oficio en el cristianismo oriental
En las Iglesias ortodoxas y católicas griegas el oficio de la Novena Hora es normalmente leído por un solo lector y hay muy poca variación en el mismo. Tres salmos fijos son leídos en la Tercera Hora: Salmos 83, 84, y 85 (Septuaginta|LXX). Las únicas partes variables para la mayor parte del año son los troparia (uno o dos) y el kontakion del día. El servicio termina con la "Oración de la Hora Novena" de San Basilio el Grande.